# Zaireichthys lacustris
Zaireichthys lacustris är en fiskart som beskrevs av Eccles, Tweddle och Skelton 2011. Zaireichthys lacustris ingår i släktet Zaireichthys och familjen Amphiliidae. Inga underarter finns listade i Catalogue of Life.